# اریک سایکس
اریک سایکس (انگلیسی: Eric Sykes؛ ۴ مهٔ ۱۹۲۳ – ۴ ژوئیهٔ ۲۰۱۲) یک فیلم‌نامه‌نویس، بازیگر سینما، کارگردان، و هنرپیشه اهل بریتانیا بود.
از فیلم‌ها یا برنامه‌های تلویزیونی که وی در آن نقش داشته است می‌توان به هری پاتر و جام آتش، دیگران، تقسیم وراث اشاره کرد.